# Gottfried August Homilius
Gottfried August Homilius (2 de febrero de 1714 – 2 de junio de 1785) fue un compositor alemán, cantor y organista.  Está considerado como uno de los compositores de música religiosa más importante de la generación siguiente a Bach. Es, y fue, el representante principal del estilo sensible empfindsamer Stil.

## Vida
Homilius nació en Rosenthal, Sajonia, el hijo de un pastor Luterano, y fue educado en la Annenschule de Dresde. Después estudió Derecho en la Universidad de Leipzig y órgano con Johann Sebastian Bach. Desde 1742 fue organista en la Frauenkirche (Iglesia de Nuestra Señora) de Dresde, y de 1755 hasta su muerte cantor en la Kreuzkirche (Iglesia de la Santa Cruz) también de Dresde con la responsabilidad asociada de director de música en la Kreuzkirche, la Sophienkirche (Iglesia de Santa Sofía),  y la Frauenkirche.  Después de la destrucción de la Kreuzkirche durante los Guerra de los Siete Años trabajó principalmente en la Frauenkirche.

## Obras
Homilius compuso predominantemente música religiosa: más de 10 pasiones (una impresa en 1775; su Pasión según San Mateo, particularmente excepcional en el estilo preclásico de C.P.E. Bach y un sucesor extremadamente digno del trabajo de igual nombre de J.S. Bach), un oratorio de Navidad (1777) y uno de Pascua, más de 60 motetes, más de 150 cantatas (seis arias de estos aparecieron en 1786), corales, preludios, y obras corales. Entre sus alumnos está el eminente compositor Daniel Gottlob Türk.
Sus composiciones vocales disfrutaron de gran popularidad grande en el siglo XIX, como atestiguan el gran número de copias que existen todavía. Una edición completa de sus obras está siendo preparada por la editorial Carus Verlag; el número de catálogo Homilius-Werkverzeichnis (HoWV) sigue la disertación de Karl Feld y la nueva edición de Uwe Wolf.

### Pasiones y oratorios
- HoWV 1.2 Passionskantate "Ein Lämmlein geht und trägt dado Schuld"/"Siehe das ist Gottes Lamm..."/Mit väterlicher Stimme"
- HoWV 1.3 Matthäuspassion "Ein Lämmlein geht und trägt dado Schuld"/"Und es begab sich"/"Erfüllt mit göttlich ernsten Freuden"
- HoWV 1.4 Johannespassion "Der Fromme stirbt"
- HoWV 1.5 Lukaspassion "Du más duro Keltertreter"
- HoWV 1.10 Markuspassion
- Weihnachtsoratorium. "Dado Freude der Hirten"